# Rien Morris
Pour les articles homonymes, voir Morris.
 (août 2015).
Rien R. Morris est un homme politique marshallais.

## Biographie
En 2015, il est ministre de la Justice et représentant de Jaluit au Nitijela.